# Плант, Калеб
Калеб Плант (англ. Caleb Hunter Plant; род. 8 июля 1992, Нашвилл, Теннесси, США) —  американский боксёр-профессионал, выступающий в средней, во второй средней весовых категориях. Среди профессионалов бывший чемпион мира по версии IBF (2019—2021) во 2-м среднем весе. Бывший временный чемпион WBA (2024—2025) во 2-м среднем весе.
Лучшая позиция по рейтингу BoxRec — 5-я (июнь 2020) и является 3-м среди американских боксёров суперсредней весовой категории, а по рейтингам основных международных боксёрских организаций занимает: 13-е место рейтинга WBC, 4-е место рейтинга WBA, — входя в ТОП-5 лучших боксёров суперсреднего веса всего мира.

## Любительская карьера
Калеб Плант начал заниматься боксом в 12 лет. И в 2011 году выиграл турнир Золотые перчатки в полутяжелом весе.

## Профессиональная карьера
Профессиональную карьеру боксёра Плант начал в среднем весе 10 мая 2014 года, победив нокаутом в 1-м же раунде соотечественника Трэвиса Дэвидсона (2-2).

### Чемпионский бой Хосе Ускатеги
13 января 2019 года Плант победил единогласным решением судей (счёт: 116—110, 116—110, 115—111) венесуэльца Хосе Ускатеги (28-2, 23 KO) и завоевал титула чемпиона мира по версии IBF во втором среднем весе (до 76,2 кг).

### Чемпионский бой с Саулем Альваресом
6 ноября 2021 года в Лас-Вегасе (США) состоялся объединительный бой с мексиканцем Саулем Альваресом (57-1-2), — который победил техническим нокаутом в 11-м раунде и завоевал титул абсолютного чемпиона мира по версиям IBF (4-я защита Планта), WBC (3-я защита Альвареса), WBA Super (3-я защита Альвареса), и WBO (1-я защита Альвареса) во 2-м среднем весе. По счёту судей на момент остановки боя побеждал Калеб Плант: 96—94, 97—93, 98—92.

#### Бой с Хосе Армандо Ресендисом
31 мая 2025 года в Лас-Вегасе (США) в вечере бокса компании Premier Boxing Champions в главном бою не смог защитить титул от №15 рейтинга WBA Армандо Ресендиса (15-2). Начало боя было неспешным и осталось за Плантом. Он был хорош на дистанции джебом. В третьем раунде мексиканец начал работать плотнее и поддавливать и бой сразу выровнялся. Первая половина была равной, но 5-й и 6-й раунд уже забирал Расендис. Вторая половина боя уверенно осталась за более молодым претендентом. Он услил давление и измотал более возрастного Планта ударами по корпусу. На стороне претендента был и общий тоннаж и точность. Счёт судей: дважды 116—112 Ресендису и115—113 Планту. Согласнос подсчёту ударов Соmubox:
Расседис перекидал Планта в общем количестве ударов (509-600), в точности силовыми и джебами (108-186) и по ударам по корпусу (44-51).

## Статистика профессиональных боёв
В таблице перечислены результаты всех поединков боксёров.
В каждой строке указан результат поединка. Дополнительно номер поединка обозначен цветом, который обозначает итог поединка. Расшифровка обозначений и цветов представлена в нижеследующей таблице.
| Пример | Расшифровка                     |
| ------ | ------------------------------- |
|        | Победа                          |
|        | Ничья                           |
|        | Поражение                       |
|        | Планируемый поединок            |
|        | Поединок признан несостоявшимся |
| КО     | Нокаут                          |
| ТКО    | Технический нокаут              |
| PTS    | Решение судей (по очкам)        |
| UD     | Единогласное решение судей      |
| MD     | Решение большинства судей       |
| SD     | Раздельное решение судей        |
| RTD    | Отказ от продолжения боя        |
| DQ     | Дисквалификация                 |
| NC     | Поединок признан несостоявшимся |

| 26 поединков, 23 победы (14 нокаутом), 3 поражения. | 26 поединков, 23 победы (14 нокаутом), 3 поражения. | 26 поединков, 23 победы (14 нокаутом), 3 поражения. | 26 поединков, 23 победы (14 нокаутом), 3 поражения. | 26 поединков, 23 победы (14 нокаутом), 3 поражения.         | 26 поединков, 23 победы (14 нокаутом), 3 поражения. | 26 поединков, 23 победы (14 нокаутом), 3 поражения.                                                                               |
| Бой                                                 | Рекорд                                              | Дата боя                                            | Соперник                                            | Место проведения боя                                        | Раундов, время                                      | Примечание |
| --------------------------------------------------- | --------------------------------------------------- | --------------------------------------------------- | --------------------------------------------------- | ----------------------------------------------------------- | --------------------------------------------------- | --- |
| 25                                                  | 23-2                                                | 14 сентября 2024                                    | Тревор МакКамби (28-0)                              | Ти-Мобайл Арена, Лас-Вегас, Невада, США                     | TKO 9 (12), 2:59                                    | |
| 24                                                  | 22-2                                                | 25 марта 2023                                       | Дэвид Бенавидес (27-0)                              | MGM Grand Garden Arena, Лас-Вегас, Невада, США              | UD 12 (12)                                          | Счёт: 113-115, 112-116, 111-117. Бой за титул временного чемпиона мира по версии WBC (1-я защита Бенавидеса) во 2-м среднем весе. |
| 23                                                  | 22-1                                                | 15 октября 2022                                     | Энтони Диррелл (34-2-2)                             | Барклайс-центр, Бруклин, Нью-Йорк, США                      | KO 9 (12), 2:57                                     | |
| 22                                                  | 21-1                                                | 6 ноября 2021                                       | Сауль Альварес (57-1-2)                             | MGM Grand Garden Arena, Лас-Вегас, Невада, США              | TKO 11 (12), 1:05                                   | Потерял титул чемпиона мира по версии IBF во 2-м среднем весе.                                                                    |
| 21                                                  | 21-0                                                | 30 января 2021                                      | Калеб Труэкс (31-4-2)                               | Выставочный центр Shrine, Лос-Анджелес, Калифорния, США     | UD 12 (12)                                          | Счёт: 120-108 (трижды). Защитил титул чемпиона мира по версии IBF (3-я защита Планта) во 2-м среднем весе.                        |
| 20                                                  | 20-0                                                | 15 февраля 2020                                     | Винсент Файгенбутц (31-2)                           | Бриджстоун-арена, Нашвилл, Теннесси, США                    | TKO 10 (12), 2:23                                   | Защитил титул чемпиона мира по версии IBF (2-я защита Планта) во 2-м среднем весе.                                                |
| 19                                                  | 19-0                                                | 20 июля 2019                                        | Майк Ли (21-0)                                      | MGM Grand Garden Arena, Лас-Вегас, Невада, США              | TKO 3 (12), 1:29                                    | Защитил титул чемпиона мира по версии IBF (1-я защита Планта) во 2-м среднем весе.                                                |
| 18                                                  | 18-0                                                | 13 января 2019                                      | Хосе Ускатеги (28-2)                                | Microsoft Theater, Лос-Анджелес, Калифорния, США            | UD 12 (12)                                          | Счёт: 115-111, 116-110 (дважды). Завоевал титул чемпиона мира по версии IBF (1-я защита Ускатеги) во 2-м среднем весе.            |
| 17                                                  | 17-0                                                | 17 февраля 2018                                     | Рохелио Медина (38-8)                               | Don Haskins Center, Эль-Пасо, Техас, США                    | UD 12 (12)                                          | Счёт: 120-108, 119-109, 117-111.                                                                                                  |
| 16                                                  | 16-0                                                | 8 сентября 2017                                     | Эндрю Эрнандес (19-6-1)                             | Hard Rock Hotel and Casino, Лас-Вегас, Невада, США          | UD 10 (10)                                          | Счёт: 100-90 (трижды). |
| 15                                                  | 15-0                                                | 25 февраля 2017                                     | Томас Авимбоно (25-6-1)                             | Legacy Arena, Бирмингем, Алабама, США                       | UD 10 (10)                                          | Счёт: 99-90, 100-89 (дважды). |
| 14                                                  | 14-0                                                | 23 августа 2016                                     | Хуан Де Анхель (18-4-1)                             | Sands Bethlehem Event Center, Бирмингем, Пенсильвания, США  | UD 10 (10)                                          | Счёт: 100-89 (трижды). |
| 13                                                  | 13-0                                                | 3 июня 2016                                         | Карлос Гальван (12-4-1)                             | Seminole Hard Rock Hotel and Casino, Холливуд, Флорида, США | KO 4 (8)                                            | |
| 12                                                  | 12-0                                                | 19 января 2016                                      | Адасат Родригес (11-4-2)                            | Club Nokia, Лос-Анджелес, Калифорния, США                   | TKO 6 (8)                                           | |
| 11                                                  | 11-0                                                | 31 октября 2015                                     | Тайрон Брансон (22-5-1)                             | NRG Arena, Хьюстон, Техас, США                              | UD 8 (8)                                            | Счёт: 78-74, 79-73 (дважды). |
| 10                                                  | 10-0                                                | 22 сентября 2015                                    | Джамар Фримен (13-4-2)                              | Sands Bethlehem Event Center, Бирмингем, Пенсильвания, США  | UD 8 (8)                                            | Счёт: 79-72, 80-71 (дважды). |
| 9                                                   | 9-0                                                 | 15 августа 2015                                     | Золтан Шера (20-5)                                  | Белл-центр, Монреаль, Квебек, Канада                        | TKO 1 (6)                                           | |
| 8                                                   | 8-0                                                 | 27 июня 2015                                        | Хуан Карлос Рохас (7-11-1)                          | Sands Bethlehem Event Center, Бирмингем, Пенсильвания, США  | TKO 4 (6)                                           | |
| 7                                                   | 7-0                                                 | 29 мая 2015                                         | Джейсон Забокртский (3-1)                           | Holiday Inn, Филадельфия, Пенсильвания, США                 | TKO 1 (6)                                           | |
| 6                                                   | 6-0                                                 | 6 марта 2015                                        | Даниэль Генри (2-2-3)                               | MGM Grand Garden Arena, Лас-Вегас, Невада, США              | TKO 1 (6)                                           | |
| 5                                                   | 5-0                                                 | 5 декабря 2014                                      | Дэрил Гарднер (2-4-0)                               | Harrah’s Philadelphia, Честер, Пенсильвания, США            | KO 1 (4)                                            | |
| 4                                                   | 4-0                                                 | 1 ноября 2014                                       | Йован Рамирес (3-2)                                 | UIC Pavilion, Чикаго, Иллинойс, США                         | KO 1 (4)                                            | |
| 3                                                   | 3-0                                                 | 25 июля 2014                                        | Брайан Тру (1-1-1)                                  | Fantasy Springs Casino, Индио, Калифорния, США              | KO 3 (4)                                            | |
| 2                                                   | 2-0                                                 | 27 июня 2014                                        | Майк Норьега (4-3)                                  | Hard Rock Hotel and Casino, Лас-Вегас, Невада, США          | UD 4 (4)                                            | Счёт: 40-36 (трижды). |
| 1                                                   | 1-0                                                 | 10 мая 2014                                         | Трэвис Дэвидсон (2-2)                               | Galen Center, Лос-Анджелес, Калифорния, США                 | KO 1 (4)                                            | |
| Бой                                                 | Рекорд                                              | Дата боя                                            | Соперник                                            | Место проведения боя                                        | Раундов, время                                      | Примечание |